# HRT F110
HRT F110 is een Formule 1-auto, die in 2010 wordt gebruikt door het Formule 1-team van HRT. De auto is volledig ontworpen en gebouwd door Dallara.

## Onthulling
De F110 werd op 4 maart 2010 onthuld in Murcia, Spanje. De auto maakte zijn debuut op 12 maart 2010 tijdens de vrije training van de Grand Prix van Bahrein.

McLaren MP4-25 ·
Mercedes MGP W01 ·
Red Bull RB6 ·
Ferrari F10 ·
Williams FW32 ·
Renault R30 ·
Force India VJM03 ·
Toro Rosso STR5 ·
Lotus T127 ·
HRT F110 ·
BMW Sauber C29 ·
Virgin VR-01